# Stepping Out
Stepping Out – debiutancki album studyjny kanadyjskiej jazzowej pianistki i wokalistki Diany Krall wydany w 1993.

## Lista utworów
1. „This Can't Be Love” – 4:31
2. „Straighten Up and Fly Right” – 3:56
3. „Between the Devil and the Deep Blue Sea” – 4:04
4. „I'm Just a Lucky So-and-So” – 4:23
5. „Body and Soul” – 5:35
6. „42nd Street” – 6:21
7. „Do Nothing Till You Hear from Me” – 4:33
8. „Big Foot” – 7:07
9. „The Frim-Fram Sauce” – 4:08
10. „Jimmie” – 5:26
11. „As Long as I Live” – 4:42
12. „On the Sunny Side of the Street” – 4:51

## Twórcy

### Muzycy
- Diana Krall – pianino, wokal
- John Clayton – gitara basowa
- Jeff Hamilton – perkusja

### Techniczni
- Jim West – producent
- Hank Cicalo, Ian Terry, Rick Winquest – dźwiękowcy
- Denis Cadieux, Ian Terry – Mixowanie
- Ian Terry – Mastering
- Renée Marc-Aurele – Remastering
- Diana Krall – Aranżacja
- Michael Slobodian – Zdjęcia
- Ray Brown – Autor przypisów